# More-more LOVERS!!
「More-more LOVERS!!」（モア・モア・ラバーズ）は、麻生夏子の5枚目のシングル。2010年11月10日にLantisから発売された。

## 概要
前作「Everyday sunshine line!」から約6ヶ月ぶりのリリースで、2010年3作目のシングル。サビの振り付けが特徴的な表題曲「More-more LOVERS!!」は、テレビアニメ『えむえむっ!』のエンディングテーマとして使用された。
カップリングとして、2009年12月11日に配信限定でリリースされ、marbleが楽曲提供を担当した「Twinkle night star」が収録されている。ちなみにUSENのインディーズ総合チャートでは1位を獲得した。

## 批評
『CDジャーナル』は、「現役女子大生女優でシンガーの麻生夏子がノリノリで歌い上げる、おもしろポップなラヴ・ソングだ。」と評した。

## 収録曲
1. More-more LOVERS!! [3:52]  
作詞：畑亜貴、作曲・編曲：前山田健一
  - テレビアニメ『えむえむっ!』エンディングテーマ
2. Twinkle night star [5:28] 
作詞：micco（marble）、作曲：菊池達也（marble）
3. More-more LOVERS!!（Instrumental）
4. Twinkle night star （Instrumental）